# サミュエル・B・ロバーツ (護衛駆逐艦)
|           | |
| 艦歴      | |
| 起工:     | 1943年12月6日 |
| 進水:     | 1944年1月20日 |
| 就役:     | 1944年4月28日 |
| 退役:     | |
| その後:   | 1944年10月25日に戦没（レイテ沖海戦）                                                                                            |
| 除籍:     | 1944年11月27日 |
| 性能諸元  | |
| 排水量:   | 1,745トン |
| 全長:     | 306 ft 0 in (93 m) |
| 全幅:     | 36 ft 7 in (11 m) |
| 吃水:     | 13 ft 4 in (4 m) |
| 機関:     | ギアード・タービン、2軸推進 |
| 最大速:   | 24ノット (44 km/h) |
| 航続距離: | 6,000 海里 (10,000 km) 12ノット時                                                                                               |
| 乗員:     | 士官、兵員222名 |
| 兵装:     | 38口径5インチ砲×2基 ボフォース40mm連装機銃×2基 エリコン20mm機銃×10門 21インチ3連装魚雷発射管×1基 ヘッジホッグ×1基、爆雷軌条×2基 |

サミュエル・B・ロバーツ (USS Samuel B. Roberts, DE-413) は、アメリカ海軍の護衛駆逐艦。ジョン・C・バトラー級護衛駆逐艦の1隻。艦名は海軍十字章を受章したサミュエル・B・ロバーツに因む。

## 艦歴

### 起工から就役まで
サミュエル・B・ロバーツは1943年12月6日にテキサス州ヒューストンのブラウン・シップビルディング社で起工する。1944年1月20日にサミュエル・B・ロバーツ夫人によって命名、進水し、1944年4月28日に艦長ロバート・W・コープランド少佐の指揮下就役した。就役後は5月21日から6月19日までバミューダ沖で公試を行い、その後ボストン海軍工廠で信頼性試験を行う。サミュエル・B・ロバーツは1944年7月22日にバージニア州ノーフォークを出航し、7月27日にパナマ運河を通過。8月10日に真珠湾に到着し太平洋艦隊（チェスター・ニミッツ大将）に合流した。
サミュエル・B・ロバーツは訓練演習を継続し、8月21日に船団と共に出航、8月30日にエニウェトク環礁に到着した。9月2日に真珠湾に向けて出航し、10日に船団と共に到着した。さらなる訓練の後、ロバーツは21日に出航、再びエニウェトクへの船団を護衛し9月30日に到着した。続いてマヌス島に向かい、第77.4.3任務群（通称「タフィ3」。クリフトン・スプレイグ少将）に加わりレイテ湾海域に向けて出撃、サマール島沖で北部航空支援グループと共に作戦活動を行う。

### サマール沖海戦
1944年10月25日の夜明け直後、サミュエル・B・ロバーツはこの日もサマール島沖で第77.4.3任務群の護衛に従事していた。第77.4.3任務群はレイテ島の戦いの支援を行う動く航空基地として機能していた。第77.4.3任務群は突然、夜のうちにサンベルナルジノ海峡を突破してきた栗田健男中将率いる日本の中央艦隊から攻撃を受けた。7時35分、サミュエル・B・ロバーツは反転して栗田艦隊との対決に打って出た。目標を重巡洋艦鳥海と思しき巡洋艦に定めたサミュエル・B・ロバーツは、コープランド艦長が艦内放送で「我々は水雷突撃を敢行する。結果はどうなるか分からない。だが、義務を果たそう」旨放送。煙幕を張りつつ突撃したサミュエル・B・ロバーツは鳥海から4,600メートルにまで迫ったものの、20センチ砲の射撃を受けた。これを受け、サミュエル・B・ロバーツは鳥海にさらに接近し、砲撃できないほど深く食い入った。砲弾はサミュエル・B・ロバーツの頭上を飛び越えていった。
栗田艦隊の砲撃はガンビア・ベイ (USS Gambier Bay, CVE-73) に集中していた。サミュエル・B・ロバーツは間隙を縫って、鳥海か羽黒、利根と思しき巡洋艦に対してMk15 魚雷を3本発射した。少なくとも1本が命中したように見え、乗員は歓喜した。しかし、依然として砲弾が飛び交っており、サミュエル・B・ロバーツはさらに約1時間もの間、栗田艦隊との対決を行った。鳥海と推定される巡洋艦の上部構造物に、600発もの5インチ砲弾を初め、40ミリ機関砲と20ミリ機銃を浴びせかけた。8時51分、サミュエル・B・ロバーツは日本側の砲弾2発が命中し、二発目の砲弾は後部砲塔を破壊した。被弾したサミュエル・B・ロバーツは筑摩と思しき巡洋艦の上部構造物などに5インチ砲を浴びせ、第三砲塔を破壊したと判断された。その直後、戦艦金剛は煙幕から出てきたサミュエル・B・ロバーツを発見し、この「クラベン型駆逐艦」に対して36センチ砲弾を発射した。サミュエル・B・ロバーツは主砲弾の直撃をボート・デッキに受け、第二機関室に長さ12メートル、幅3メートルの亀裂が入った。その後も大口径砲弾がサミュエル・B・ロバーツに命中あるいは至近弾として降り注いだ。
後部砲塔担当のポール・H・カー兵曹は、用意された325発もの5インチ砲弾を全て発射させた。救助班が到着したとき、カー兵曹は最後の一発を抱えたまま戦死していた。戦死したカー兵曹にはシルバー・スターが授けられ、オリバー・ハザード・ペリー級ミサイルフリゲートの一艦であるカー (USS Carr, FFG-52) は彼にちなんで命名された。また、同型艦のコープランド (USS Copeland, FFG-25) およびサミュエル・B・ロバーツ (フリゲート) (USS Samuel B. Roberts, FFG-58) は、艦そのものと艦長を記念して命名された。9時35分、コープランド艦長は総員退艦を令して艦は放棄され、軽巡洋艦矢矧と第十七駆逐隊（駆逐艦浦風、磯風、雪風）は、「413」という艦番号が確認できるぐらいサミュエル・B・ロバーツに近接し、止めの砲弾を浴びせかけた。30分後にサミュエル・B・ロバーツは89名の乗員とともに沈没していったが、艦首の一部はしばらくの間、海面上に突き出ていた。
コープランド艦長を含む120名の生存者は、3隻の救命筏に揺られ50時間を過ごした後救助された。ジョン・C・バトラー級護衛駆逐艦の設計上の最高速は23から24ノットであったが、この戦闘の間にサミュエル・B・ロバーツは28.7ノット (53 km/h) の高速を発揮した。サミュエル・B・ロバーツは1944年11月27日に除籍された。
サミュエル・B・ロバーツが所属した第77.4.3任務群は「戦闘における特別な英雄的行動」を称えられ、殊勲部隊章を受章した。サミュエル・B・ロバーツ自体には第二次世界大戦の戦功で1個の従軍星章を受章し、「戦艦のように戦った護衛駆逐艦」の愛称を得た。

## 残骸の発見

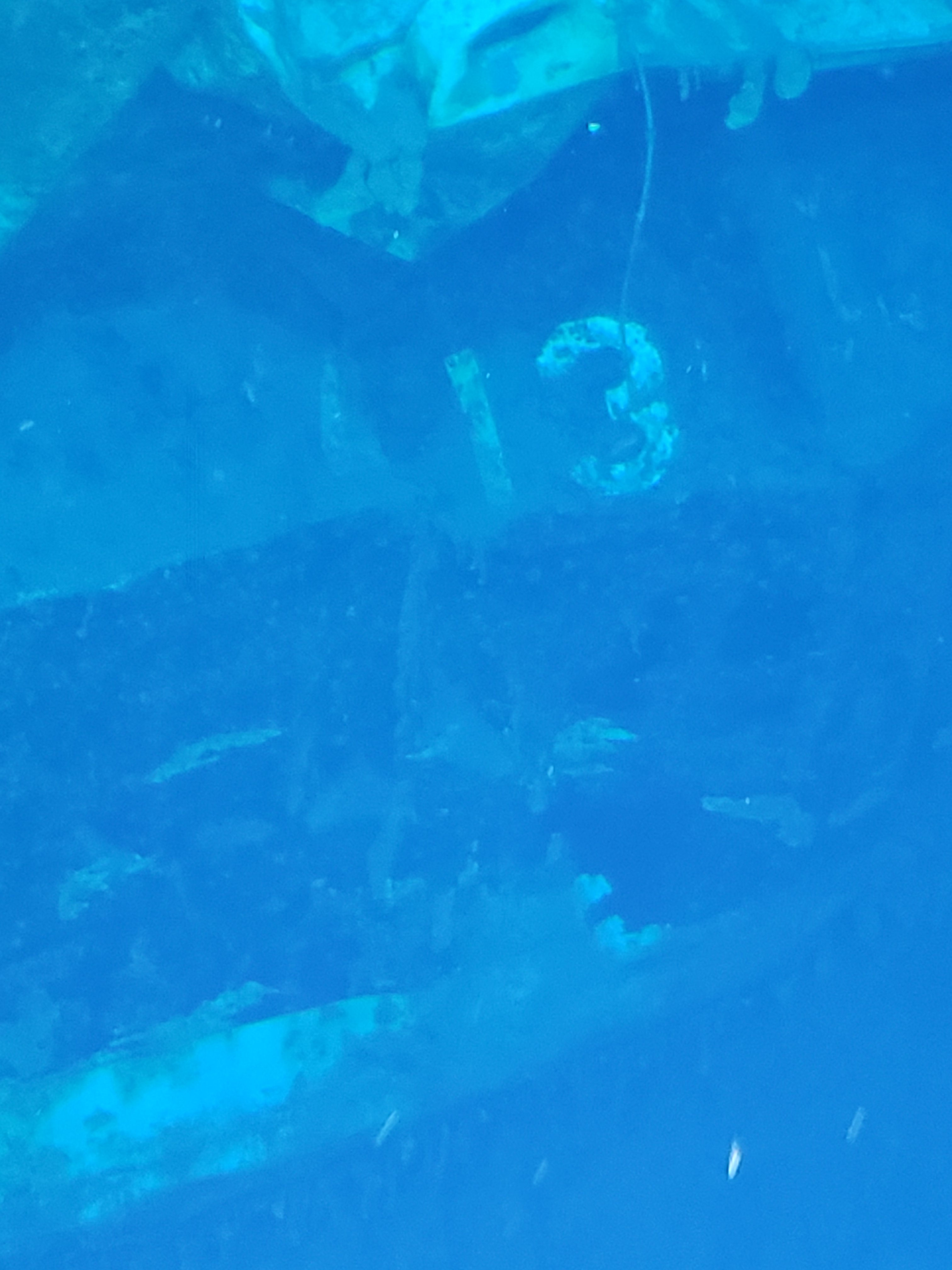
2022年に撮影されたサミュエル・B・ロバーツの残骸。ハルナンバー413が確認できる

2022年6月25日、ビクター・ヴェスコヴォ率いるチームの深海探査艇・リミティング・ファクターにより水深6900メートルの海底に沈む本艦の艦体が発見され、艦体は二つに割れ、互いに10メートル離れて沈んでいたと発表された（探査艇にはヴェスコヴォ自身がソナーの専門家と共に搭乗した）。また、これまでの記録であった駆逐艦ジョンストンの水深6460mを塗り替え、世界で最も深い位置で発見された沈没船となった。